# منقارية قزمية
منقارية قزمية أو شعيرة (الاسم العلمي:Rostraria pumila) هي نوع من النباتات يتبع جنس المنقارية من الفصيلة النجيلية.